# 파쿠르

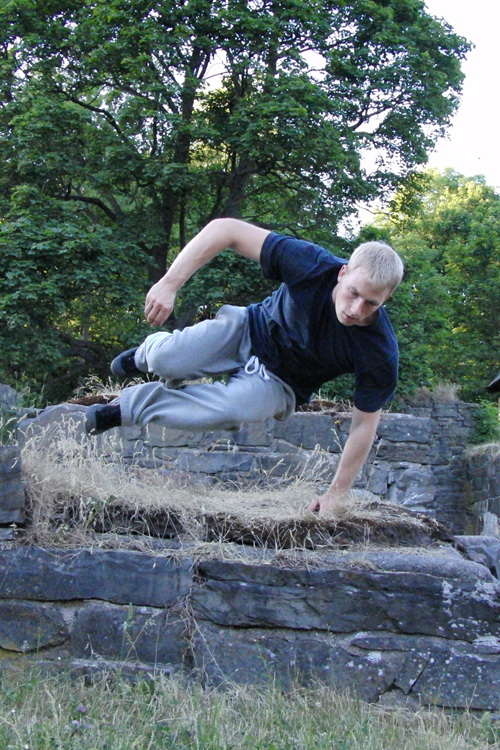

파쿠르(Parkour 파르쿠르[*])는 야마카시의 멤버 다비드 벨(David Belle)에 의해 창시된 이동 기술로 프랑스의 남부 도시 리스(Lisses)가 발생지다. A 지점에서 B 지점까지 맨몸으로 자연(산 등), 도시나 시골의 건물이나 다리, 벽 등의 지형 및 사물을 효율적으로 이용하여 이동하는 것을 일컫는다. 모든 동작은 효율성에 집중하여야 하며, 경쟁보다 영속성에 초점을 맞춘다. 영어권 명칭으로는 프리러닝이 있다.
기존의 스포츠가 기준, 규칙, 점수, 경쟁, 대회, 형식에 의해 비교, 평가, 판단의 결과 중심적 활동이라면 파쿠르는 기준, 규칙, 형태를 거부한다. 오히려 무형식을 띔으로써 그 어떤 운동보다도 자유롭고, 수련자 모두가 각자 고유한 자기의 길을 추구할 수 있는 확장성을 지니고 있다. 파쿠르는 주변환경과 몸, 정신 사이의 유기적 관계 속에서 끊임없이 변화하는 자유로운 움직임을 수련하며, 이를 통해서 '몸', '정신', '환경'에 대해 구분 짓고 그사이에 기능, 역할, 경계를 만들었던 근대성을 극복하고 하나로 일치시키는 경험을 중시한다.
파쿠르 선수들도 어려워하는 360° 더블 콩
기술이 있다.

## 기술
- 파쿠르의 기술

세이프티 볼트(스텝 볼트),
콩볼트(캣패스),
투핸드볼트,
리버스볼트,
다이브 콩볼트,
더블 콩볼트,
레이지 볼트,
시프 볼트,
캐쉬볼트,
턴볼트,
롤링,
랜딩,
월런,
클라임업,
킥업,
프리시전 점프,
크레인,
틱택,
캣립,헬리콥테로..등등..

## 어원
파쿠르(Parkour)는 불어 일반명사 ‘Parcours’에서 파생되었으며 길, 코스, 여정이라는 뜻이다. 동양의 한자권으로 표현하자면 ‘도(道)’와 일맥상통하는 의미. 1998년, 데이비드 벨의 친구 휴버트 쿤드(Hubert kounde)는 가운데 'c'를 'k'로 대체하고 뒤에 's' 묵음을 삭제하여 Parkour라는 명칭을 데이비드 벨에게 제안했다.
실제로 파쿠르는 수련자들이 주변 환경, 지형지물들과 자유롭게 상호작용을 하면 자기 자신의 고유한 길을 개척하는 움직임의 예술(L’art du deplacement)이다. 그 과정에서 자유, 강인함, 도전, 모험, 용기, 이타심, 한계 극복, 불굴의 의지, 자존감, 두려움, 확신, 위험 감수, 겸손, 놀이, 행복, 상상력, 창조, 자유의지, 공감을 몸과 마음으로 느끼고, 삶으로 구체화한다. 즉, 파쿠르는 주어진 환경 속에서 자기 자신만의 길을 만드는 삶의 태도이자 철저한 실천에 기반한 움직임 훈련이다.

## 역사
파쿠르가 시작된 정확한 시점을 찾아내는 것을 쉽지 않다. 사실상 그건 불가능하다고 말할 수도 있다. 우리가 연습하는 파쿠르와 같이 애매모호하고 정의하기 힘든 것들은 분류하기가 거의 불가능하다. 파쿠르는 명칭만 해도 여러 언어로 여러 가지의 이름을 가지고 있다. 몇 개의 예를 들자면 '파르쿠르(Le Parkour)', '움직임의 기예(the Art of Movement, L’Art du Deplacement)' 그리고 '프리러닝(Freerunning)'이 있다. 만약 이 중 한 가지로 명칭을 정한다 해도, 그 명칭이 무엇을 의미하는 것인지 말하기 어려워진다. – 이것은 운동인가? 예술인가? 혹은 철학이 될 수도 있지 않은가? 또는 수련법이라고 말하는 게 나을 수도 있을지도 모른다.
솔직히, 파쿠르의 역사는 의견이 분분하고 정말 많은 작업이 요구된다 - 그냥 창시자에게 가서 물어볼 수도 없다. 파쿠르라는 이 대단한 움직임은 2세대밖에 없는 소가족의 족보와 매우 다르기 때문이다. 파쿠르는 수년간, 수 세기, 심지어 수천 년 동안 자신의 성장에 영향을 주며 키워준 양부모님들이 있다. 파쿠르는 여러 근원에서 나왔고, 모든 곳에서 영감을 받았으며, 수백 개의 다른 방식으로 진화했다. 그리고 그 과정은 아직 끝나지 않았다.
그렇다면 우리는 어디서부터 시작해야 할까? 파쿠르의 시초는 오로지 신만이 알기 때문에 파쿠르의 시초부터 시작하지는 않겠다. 파쿠르의 끝에서 시작할 수도 없다, 파쿠르가 끝나기까지 아직 멀었기 때문이다. 우리가 시작할 수 있는 최선은 시초와 끝 사이 중간의 어느 지점, 프랑스의 어느 작은 동네인 것 같다.

### 프랑스와의 관계
파리의 북쪽에는 사르셀(Sarcelles), 남쪽에는 에브리(Evry)와 리스(Lisses)라는 조용한 근교 도시들이 있다. 파리를 둘러싸고 있는 다른 수백 개의 도시들과 별다르지 않은 곳이겠지만, 이 도시들을 특별하게 만드는 작은 사실이 있다. 이곳은 1980년대 말, 움직임의 예술(l’Art du Deplacement)라고 불리는 것을 창시하는 데에 큰 영향을 끼친 사람들로 알려진 아홉 명의 청년의 고향이다. 이 청년들 사이에는, 트레이닝을 초기에 시작하여 파쿠르의 창시자로 알려진 얀 노트라(Yann Hnautra)와 데이비드 벨(David Belle)이 있었다. 1997년, 이 죽마고우들은 ‘야마카시(Yamakasi)’라고 불리는 그룹은 만들었으며, 야마카시는 아프리카 링갈라어로 ‘강한 사람, 강한 정신’을 뜻한다.
야마카시 그룹이 도시 농촌 환경을 완전히 새로운 방식으로 볼 수 있게 영감을 준 사람 중 한 명은 데이비드 벨의 아버지, 레이몽 벨(Raymond Belle)이다. 사실상 ‘파쿠르’라는 용어는 레이몽 벨의 간접적인 영향을 받았다. 레이몽 벨은 아들에게 장애물 코스(the parcours du combattant)를 창시해 프랑스의 체육 교육 개발, 특히 군인사회에 큰 영향을 끼친 조르쥬 에베르(Georges Hebert)의 군사 훈련 방식을알려주었다. Parcours는 ‘길, 여정, 코스(course)’를 뜻하며 데이비드와 친구 휴버트 콘드(Hubert Kounde)는 ‘파쿠르(Parkour)’이라는 어구로 변경하여 사용하기로 한다.
레이몽 벨은 에베르의 자연적 방법으로 프랑스 군대에서 훈련을 받았다. 에베르의 방법은 자연. 특히 아프리카 원시인들이 사용하는 체력 훈련 방법에서 영감을 받았고, 이런 점들은 현시대 파쿠르 훈련에서도 아직 발견할 수 있다. 파쿠르 훈련자들은 몸을 기계적으로 접근하여 분절시키는 피트니스적 사고방식에서 벗어나 일부의 근육만 인식하여 사용하는 게 아닌, 온몸을 전체적으로 사용하는 타고난 자연스러운 움직임 방법의 중요성을 이야기한다. 달성하기 어려운 ‘움직임의 흐름의 상태(flow state)’를 말한다.
레이몽 벨은 9명의 야마카시 그룹에게 조르쥬 에베르의 자연훈련법을 소개해준 것에 그치지 않는다. 그는 아들 데이비드 벨에게 파쿠르의 철학이 되는 근원을 심어주었다. 파쿠르가 창시되는 시기에 데이비드 벨과 함께 훈련한 세바스티앙 푸캉(Sebastien Foucan)은 레이몽 벨이 그 둘에게 더 나은 사람이 될 수 있도록, 그리고 전념하면 꿈을 이룰 수 있다는 것을 격려해 주었다고 한다.
데이비드 벨이 파쿠르의 지속적인 발전에 있어서 중추적인 역할을 하긴 했지만, 세바스티앙 푸캉(Sebastian Foucan), 스테판 비그록스(Stephane Vigroux), 얀 노트라(Yann Hnautra), 데이비드 말고뉴(David Malgogne), 차우 벨 딘(Chau Belle-Dinh) 그리고 프레드릭 노트라(Frederic Hnautra)를 포함한 움직임의 예술을 구체화해 발전시켰던 많은 사람 중 한 명이라는 것을 알아야 한다. 이 모든 사람은 움직임의 예술 초기 단계에 여러 가지 기여를 했다. 예를 들어 스테판 비그록스는 Saut de Chat(영어로는 Kong Vault, 콩볼트로 알려져 있다)을 개발하는 데 있어 중요한 역할을 했다. 그리고 얀 노트라는 훈련 방법론과 엄격한 규율을 그룹에 가져오는 것을 거의 도맡았다.
20년 사이에 세계적인 움직임이 된 파쿠르는 야마카시 그룹이 어린 시절에 하던 놀이를 진지하게 생각하고 기술을 개발하는 것으로부터 시작되었다. 아이들이 무료함을 해소하기 위한 놀이가 그들이 십 대 청소년들이 되었을 때 그들의 목표로 자리 잡게 된다. 이소룡의 도가 사상, 성룡 영화에서 나오는 곡예, 혹은 심지어 파리 야만인의 샤머니즘(Don Jean Haberey) 등 다양한 정보원에서 목표와 영감을 얻게 된다. 하지만 핵심은, 파쿠르는 어린 시절에 하는 게임이 간단하게 창시자들과 같이 ‘성숙’해진 것이 아니다. 파쿠르는 고대문화와 오래된 분야에 있던 신체 학과 기능과 관련되어있다.
야마카시 그룹 중 한 명의 말에 의하면, ‘큰 점프’는 15살 때 시작되었다. 그들은 뛰어넘기, 도약하기, 올라가기, 구르기와 같은 기본적인 움직임들을 발전시키기 시작했다. 도시 환경에서 보지 못한 새로운 방식으로 주변 장애물들을 극복하여 움직이면서 그들은 스스로 운동 전문가가 되는 법을 배웠다. 그리고 확실히 이런 ‘큰 점프’들이 세계의 미디어와 대중의 관심을 받게 되었다. 경험 많은 훈련자들이 곧 파쿠르의 화려한 부분을 보여주는 쪽으로 진로를 설계했다. 특히 데이비드 벨, 스테판비그록스와 얀 노트라 같은 사람들의 능력과 힘을 봤을 때, 파르쿠르는 시각적으로 매우 탁월한 운동이다. 사람들이 파르쿠르의 겉모습만 보고 흥미를 가지게 되는 것은 불가피했다. 파쿠르의 창시자들이 명성을 얻기 시작하면서, 많은 사람들은 파쿠르에가담하고 배우기 시작했고, 그리고 예상했던 대로 파쿠르를 돈을 만드는 기계로 만들고자 하는 사람들도 나타나기 시작했다.

### 쇼타임(Showtime)
결국 이것이 문제가 되어 파쿠르의 첫 번째 분열이 발생하게 되었다 : 이런 기회를 받아들인 사람들과 데이비드 벨 같이 스스로의 길을 계속걸어나가기로 결정한 사람들 – 참고할 수 있는 이 분열의 유명한 예시는 야마카시 그룹 이름을 사용한 뤽 베송(Luc Besson)의 영화 야마카시(Yamakasi: Les samouraïs des temps modernes ,2001)가 있다. 뤽 베송(Luc Besson)의 영화가 얻은 관심은 올바른 파르쿠르 이미지와 거리가 멀었다: 프랑스에서 2명이 영화를 모방하다 죽었고, 대중들의 커지는 관심은 파쿠르의 참된 예술성과 달랐다. 세바스티앙 푸캉은 이 영화가 개봉 후 많은 관심을 가지는 사람들의 태도를 이렇게표현했다: "야마카시를 본 후엔 (파쿠르를 하는 게 아닌) 다른 부류의 사람 생긴다. 그 사람들은 그냥 '영화에서 한 것처럼 난 뛰고, 뛰고, 또뛴다.' 영화에서처럼 난 지붕 위에 올라간다.”
분열이 일어난 이후, 데이비드 벨(David Belle), 스테판 비그록스(Stephane Vigroux), 카즈마(Kazuma), 요한 비그록스(Johann Vigroux)를 포함한초기 훈련자들은 스스로를 칭하는 용어로 트레이서라는 용어를 만들었다: 트레이서(Traceur)는 ‘총알’을 뜻하고, 당시 벨이 어느 환경에서도 정확하고, 효율적이고 빠르게 움직이는 것을 달성하는 것에 중점을 두었기 때문에 이 단어를 고르게 되었다. 하지만 그들은 파쿠르를 새로시작하는 많은 사람들에게서 회의감을 느꼈다. 진실된 관심을 가지고 온 사람들은 당연히 지속적으로 환영하였지만, 스펙타클한 것을 찾아자극을 얻으려는 사람들에겐 그러지 못했다. 하지만 영화 야마카시가 미친 부정적인 영향이 무엇이었던 간에, 이 영화는 움직임의 예술(l’art du deplacement)이 대중의 관심을 받게해 주었다. 움직임의 예술은 같은 해에 BBC 광고를 통해 영국에 처음으로 소개되었다: 데이비드 벨이 ‘러시 아워(Rush Hour)’에서 런던의 인파로 꽉 차있는 길들을 피해 지붕 위를 통해 집으로 가는 길을 찾아가는 혁신적인 회사원 역할을 맡았다. 물론 그 이후로 데이비드 벨은 다수의 상업적인 프로젝트에 참여하였다. 그의 굉장한 실력을 바탕으로 뤽 베송(Luc Besson)의 영화 13구역(District 13)에서 첫 주연을맡는 것으로 시작해, 세계적인 블록버스터 영화계에 발을 들이게 된다. 파쿠르는 세계를 무대로 삼게 되었고, 성장이 시작되었다.

### 도약
파쿠르는 대중매체에 보여졌지만, 파쿠르는 아직도 설명되지 못하였다. 일부 지역에서는 사람들은 계속 파쿠르를 ‘야마카시’라고 부르고 있었고 잘못된 이해로 가득 차있었다. 하지만 파쿠르는 흥분되는 일이라는 이미지는 벌써 만들어졌었고, 몇몇 사람들은 움직임의 예술을 제대로 알지 못한 상태로 조용히 훈련을 시작하였다. 하지만 2003년에 영국 방송 채널4 (Channel 4)에서 상을 받은 획기적인 다큐멘터리 점프 런던(Jump London)는 파쿠르에 대한 정확하고 심도있는 이해를 대중들에게 안겨주게 된다. 이 다큐멘터리에는 세바스티앙 푸캉과 비그록스 형제가 참여하였으며, 런던의 도시풍경을 배경으로 파쿠르 기술을 보여준다. 요한 비그록스(Johann Vigroux), 제롬 벤 아우즈(Jerome Ben-Aoues), 스테판 비그록스(Stephane Vigroux)와 세바스티앙 푸캉(Seb Foucan)이 파쿠르의 철학적인 면들을 훌륭한 신체적 움직임과 함께 전달하게 되면서 파쿠르에게 큰 변화를 가져다 주는시점이 된다. 마침내 더 많은 대중들에게 빠르게 성장하고 있는 이 수련법을 알게 해주는 기회가 온 것이다.
반응은 좋았다. ‘집단(Clans)’나 ‘무리(Crews)’로도 알려져 있는 여러 훈련자들이 많은 곳에서 갑자기 나타나기 시작했고 ‘프리러닝’이란 용어는 천천히 많이 쓰이는 어휘가 되기 시작했다. 점프런던의 촬영지라는 점이 상당한 역할을 발휘해 영국의 수도는 빠르고 활발하게 프리러닝 집단이 시작되는 지역이 된다. 큰 성공을 가져다 준 다큐멘터리의 후속작으로, 점프 브리튼(Jump Britain)는 2005년 1월에 방영되었다. 이 다큐멘터리는 파쿠르와 세상 사이에 있는 경계를 허무는 계기가 되어 파쿠르는 위치를 확고하게 잡게 되었고, 현대를 대표하는 새로운 스포츠/예술로 인정받게 되었다. 파쿠르는 정말 말그대로 스포트라이트를 받게 되었다.
움직임의 재탄생
우리가 본대로 파쿠르는 쉽게 분류할 수 있는 것이 아니다. 불가피한 것일 수도 있지만, 커뮤니티가 커지고 파쿠르 훈련자수가 증가하기 시작하면서, 파쿠르를 정의하고 분류하기를 시도하는 것은 흔한 일이 되었다. 움직임과 개개인 표현의 자유로움을 격려하는 예술로써 당연히 어려운 일이다. 훈련자들이 주관적으로 파쿠르를 접근하는 것을 허용하는 동시에 파쿠르를 구조가 있는 표준화, 시스템으로 공식화하는 것 말이다. 파쿠르의 창시자로 알려져 있는 데이비드 벨이 간단하고 명확한 정의를 하지 않겠다고 한 사실 때문에 이 문제는 더욱더 복잡해졌다. 논쟁은 불타올랐고 다른 관점을 가진 분쟁이 뒤따랐다.
무엇이 파쿠르를 만들고, 또 무엇이 파쿠르에 포함되어 있지 않는지가 이런 논쟁의 중심이다. 공중기는 파쿠르에 포함되어 있는 것일까, 아니면 데이비드 벨이 옹호하는 효율성에 관련된 핵심철학에 반대되는 것일까? 파쿠르는 종합격투기를 배우는 것처럼 순수하게 실용적인 수련법일까, 아니면 단순히 파쿠르를 하면 생길 수 밖에 없는 재미와 해방감을 느끼기 위해서만 해도 되는 것일까? 많은 사람들은 공중기를 포함시켜도 되는지에 대한 의문을 가졌다.
하지만 오늘날 파쿠르는 사람들을 한계와 틀에 박힌 사고방식에서부터 해방 시켜주는 용어라고 강조하고 싶다. 이것은 그냥 용어일 뿐이다. 의사소통을 할 때 전문용어의 사용이 요구될 때가 있지만, 어떤것을 실제로 전달하는 것이 이름이나 라벨보다 훨씬 중요하다. 언어는 언어일 뿐이다. 한 사람이 스스로의 움직임을 숙달하는 것, 그리고 파쿠르 훈련을 통해 얻을 수 있는 한 사람 신체와 정신의 지속적인 성장이 언어보다 중요하다.
2017년, 영국은 파쿠르를 세계 최초로 국가 공식 스포츠로 지정하면서 파쿠르는 리스(Lisses)에서 뿌리를 내렸을 때보다 훨씬 더 성장했고, 올림픽의 국제 체조 연맹(FIG)이 8번째 기계체조 종목으로 공식 채택하면서 진정한 세계적인 스포츠가 되었다. 파르쿠르는 새로운 세대가 파쿠르를 익히고 실천해 나가면서 지속적으로 재탄생되고 있다. 실제로 새로운 개개인이 파쿠르를 시작하면 이 수련법을 완전히 새롭고 유일무이한 방식으로 표현할 수 있다. 파쿠르는 원래 예측불가하고, 모호하고, 정확히 정의하기 어려우며, 완벽하게 이해하기는 극도로 어렵다. 파쿠르는 줄곧 발전하고 있고, 파쿠르는 항상 건강하고 자연적이다. 그리고 앞으로도 계속 그러하길 바란다.
파쿠르 그 자체는 태연하게 아무 말 없이 있는 그대로 있을 뿐이다. 단지 찾아오는 손님들에 의해, 인간이 그리는 무늬에 의해 덧대여질 뿐이다. 교육으로서의 파쿠르, 동호인들의 파쿠르, 스포츠로서의 파쿠르, 예술로서의 파쿠르, 미디어로서의 파르쿠르는 각각의 붓을 들어 파쿠르에 색깔을 칠한다. 그만큼 파쿠르에는 무한한 잠재성과 자유로움이 있다. 이것이 바로 파쿠르가 세상에 빠르게 전파된 원동력이다.

### 한국의 파쿠르
국내에는 2003년 리플리의 '믿거나 말거나' 방송과 영화 '야마카시'를 통해 처음 소개되었다. 이와 동시에 청소년 및 젊은 세대층에서 폭발적인 인기를 끌면서 Daum카페 야마카시 코리아(前 한국 야마카시 동호회)를 중심으로 서울, 인천, 대전, 대구, 부산 등 전국 각지의 대도시에서 동호회(커뮤니티) 활동 및 길거리 모임이 이루어지다가 2010년, 국내 파쿠르 1세대이자 아시아 최초, 국제공인 파쿠르 코치 김지호에 의해 네이버 카페 '한국 파쿠르 연맹' 동호회로 통합된다. 이어서 그는 2013년, 동호회 기반의 파쿠르를 국내 최초로 사업화했으며, 파쿠르 제너레이션즈 코리아 설립과 동시에 영국의 선진 파쿠르 교육 시스템을 처음 도입하고, 지도자를 양성한다. 현재 국내에는 김지호 코치를 비롯한 3명의 ADAPT Level 2 정식 코치가 파쿠르 발전과 보급을 위해 활동 중이다.

## 파쿠르의 모험놀이 및 위험감수 교육으로서 가치
파쿠르는 현재 대한민국 교육이 안고 있는 다양한 문제들(놀이와 체육 수업의 부재, 신체활동 감소, 건강 및 비만 문제, 안전과 위험 문제, 자존감 감소 및 우울증 증가, 스마트폰 및 게임 중독 등)을 효과적으로 해결할 수 있는 움직임의 예술(L'art du deplacement)로서 유럽, 미국 등 선진국에서는 대안적 생활체육 및 스포츠(Alternative physical education)로 각광을 받고 있다. 특히 안전에 대한 강박관념으로 인하여 학교 운동장이 폐쇄될 정도로 안전 근본주의가 만연한 대한민국의 교육 현장에서 어린이 및 청소년들이 경험해야할 최소한의 위험마저 부정하고, 제거당하고 있는 현실이다. 사실 헬렌켈러(Helen Keller)의 명언처럼, 안전은 인간의 관념 속에 존재할 뿐, 환상이다. 실제 세상(자연)은 위험의 연속이다. 위험은 피하면 피할수록 위험해진다. 실제로 안전 관련 제도와 규제가 증가하고 있음에도 불구하고 학교 안전사고는 매년 증가하고 있다. 자기 스스로 제어해야할 최소한의 위험조차 제도와 시스템에 맡기는 타율적인 태도는 결국 생존의 위협으로 다가온다.
독일의 사회학자 울리히 벡(Ulrich Beck)이 말하는 '위험사회'를 살아가고 있는 우리는 자라나는 다음 세대의 아이들이 위험을 스스로 관리하고 통제할 수 있도록 도와주어야 한다. 그러므로 장 자크 루소(Jean Jacques Rousseau)의 '에밀(Emile)'에서 강조하는 자연주의, 위험 감수(Risk-taking) 교육은 불확실성이 지배하는 4차 산업혁명 시대 아이들의 생존의 질(Quality)과 양(Quantity)을 증가시키는데 중요한 원리가 될 것이다.
파쿠르는 위험을 크게 두가지로 분류하는데 인간이 통제하고 예측할 수 있는 영역의 위험을 'Risk', 반대로 인간이 통제 및 예측할 수 없는 위험의 영역을 'Danger'로 구분한다. 많은 사람들이 파르쿠르를 무모한 행위(Danger-taking)로 생각하지만 실제 파르쿠르 교육은 수용할 수 있는 위험 감수(Risk-taking)이다. 파르쿠르는 수용할 수 있는 위험감수를 통해서 실제 위험한 상황에 직면했을 때, 그것을 스스로 극복해낼 수 있도록 도와주는 신체적, 정신적 훈련이다.

### 파쿠르의 움직임
파쿠르는 기능적인 힘과 체력, 균형감각, 공간인식, 민첩성, 협응력, 정밀함, 통제와 창의적인 상상력 등 움직임에 필요한 근본적인 속성들을 개발하는 것에 초점을 두고 있다. 파르쿠르는 연령, 성별 상관없이 누구에게나 열려있으며, 자기수양을 통해서 용기를 얻는 동시에 자기 자신의 육체와 정신의 한계를 극복해낼 수 있게 도와준다. 또한 어떠한 환경에서라도 자신의 신체와 마음이 완벽하게 기능적으로, 효과적으로 자유롭게 해방될 수 있도록 가능하게 만들어 준다. 파르쿠르 훈련의 목표는 자기수양을 통해서 자신의 행동에 대한 책임감, 자존감, 확신, 결단력을 얻는 것이다. 이를 통해서 훈련자는 주변환경과 타인에 대한 존중, 겸손, 자기 표현, 공동체 의식, 놀이의 중요성, 탐구와 안전을 배울 수 있다.
파쿠르는 인간의 고유한 움직임 - ‘달리기, 뛰어넘기, 매달리기, 통과하기, 올라가기, 기어가기, 균형잡기, 구르기’ 등을 바탕으로 주변환경과 상호작용하면서 수백가지 기술 및 동작들이 파생된다.
고유한 움직임이란, 인위적으로 학습하지 않아도 자연스럽게 수행할 수 있는 풀뿌리 움직임을 말한다. 예를 들어 어린시절 놀이터에서 친구들과 함께 뛰어놀던 기억들을 되살려 보면 특별한 체육 프로그램, 교사가 없어도 주변 지형 지물들을 극복했었다는 것을 알 수 있다. 이것은 인간의 진화와 함께 생존의 과정 속에서 얻어진 고유한 인간의 움직임이다.파쿠르는 바로 이 지점에서 출발하여 지식과 이론으로 구체화된 움직임 수련이다.
파쿠르의 풀뿌리 움직임은 다음 8가지 영역으로 구성되어 있다.
- 기어가기(Crawling) : 다양한 네발 움직임과 기어가는 동작들로 구성되어 있으며, 지난 30년 동안 파르쿠르 수련자들의 근력, 지구력, 가동성과 탄력 개발에 많은 영향을 준 조르쥬 에베르(Georges Hébert)의 자연훈련법(Methode Naturelle)에 기반을 두고 있다.

- 뛰어넘기/통과하기(Vaulting/Passing) : 볼트는 올림픽 장애물 경기 ‘허들넘기’처럼 허리 높이의 장애물을 빠르게 통과하는 이동기술로 구성되어 있다.

- 구르기(Rolling) : 낙법은 딱딱한 콘크리트 바닥 같은 야외환경에서 안전하게 충격을 통제할 수 있는 파르쿠르 스타일의 실용적인 낙법 및 구르기 기술들로 구성되어 있다.

- 도약하기(Jumping) : 충격을 안정적으로 분산시킬 수 있는 착지 기술(Landing), 좁고 얇은 장애물에 정교하게 점프할 수 있는 프리시전 점프(Precision Jump) 등 장애물과 공간 사이를 도약하는 기술로 구성되어 있다.

- 올라가기(Climbing) : 키 높이 이상의 높은 벽이나 장애물을 올라가는 기술들로 구성되어 있다.

- 매달리기(Swinging) : 철봉과 바(Bar)를 매달리는 기술들로 구성되어 있다.

- 균형잡기(Balancing) : 얇고 좁은 레일(rail), 난간, 팬스 위에 서서 정확하게 균형 잡는 기술을 배울 수 있다.

- 기타/창작 움직임(Creative movement) : 장애물을 극복해야할 대상이 아니라 함께 춤을 추고 표현할 대상으로 접근한다. 움직임의 예술성과 표현적인 기술들로 구성되어 있으며, 체조, 카포에라, 트릭킹, 아크로바틱 등 다양한 영역에서 영감을 얻어 구성된 동작들이다.

## 파쿠르가 등장하는 작품

### 영화
- 13구역 (en:District 13)
- 007 카지노 로얄 (2006년 영화) (en:Casino Royale (2006 film))
- 트레이서(2014년 영화)
- 13구역:얼티메이텀
- 브릭 맨션: 통제불능 범죄구역

### 게임
- 미러스 엣지
- 페르시아의 왕자
- 어쌔신 크리드
- 와치 독스 (일부 벽타기 )
- 다잉 라이트
- 타이탄폴 시리즈
- parkur(로블록스)
- Vector

## 같이 보기
- 프리러닝
- 야마카시